# .vn
.vn è il dominio di primo livello nazionale assegnato al Vietnam.